# Alleinstellungsmerkmal
Als Alleinstellungsmerkmal (englisch unique selling proposition oder unique selling point, USP) wird im Marketing und in der Verkaufspsychologie das herausragende Leistungsmerkmal bezeichnet, durch das sich ein Produkt oder eine Dienstleistung deutlich vom Wettbewerb abhebt. Synonym ist veritabler Kundenvorteil. Das Alleinstellungsmerkmal sollte „verteidigungsfähig“, zielgruppenorientiert und wirtschaftlich sein sowie in Preis, Zeit und Qualität erreicht werden. Der Begriff gehört zum Grundvokabular des Marketings. Ein Alleinstellungsmerkmal, d. h. ein einzigartiges Nutzenversprechen, soll mit dem Produkt verbunden werden.

## Leistungsmerkmal
Die einzigartige Eigenschaft eines Produktes oder eines Markenartikels, mit der ein Vorteil gegenüber der Konkurrenz verbunden ist, kann in der Formgebung, in besonderen technischen Eigenarten oder dem Service begründet sein. Das Alleinstellungsmerkmal ist typischerweise die Grundlage einer Werbekampagne für ein Produkt. Die Bereitstellung eines Alleinstellungsmerkmals stellt die zentrale Herausforderung für die Produktpolitik im Marketing dar, weil der Kunde ohne ein solches Merkmal keine Identifikation mit der Leistung aufbauen kann, sondern nur darauf abzielen wird, das Angebot über den besten Preis zu erwerben.
Wenn das Alleinstellungsmerkmal patentiert werden kann, ist es für die Laufzeit des Patents gegen Wettbewerber geschützt.
Für Anbieter, die eine Preisführerschaft anstreben (als Discounter), kann das Alleinstellungsmerkmal selbstverständlich darin liegen, der preiswerteste Anbieter zu sein. Auch ein solcher Kundennutzen muss klar kommuniziert werden.
In der Verkaufsgesprächsführung und im Reklamationsfall hat das Alleinstellungsmerkmal zentrale Bedeutung für den Aufbau einer Wertvorstellung des Kunden. Unternehmen, die ihren Verkäufern keine oder nur flache Nutzwerte für ihre Kunden mitgeben, müssen mit höherem Druck (mehr Kunden pro Tag, stärkere induktive Argumentation, hohe Nachlässe und Rabatte) agieren, um im Wettbewerb bestehen zu können.
Oft werden schlechte Leistungen so auf den Verkäufer abgewälzt und es entsteht im Markt dann der Eindruck, dass der Vertrieb hauptsächlich „überredet“. Als „Gegenleistung“ für den Verkäufer wird dann die Provision angehoben, womit der Anbieter doppelt verliert (Gewinnspanne und Image) und der Kunde verärgert wird.

## Entstehung
Der englische Ausdruck unique selling proposition, kurz USP, wurde 1940 von Rosser Reeves in die Marketingtheorie und -praxis als ein einzigartiges „Verkaufsversprechen“ im Rahmen der Werbung für ein Produkt (oder eine Dienstleistung) eingeführt. Dieses Alleinstellungsmerkmal sollte so beschaffen sein, dass es den Nutzen des zu vermarktenden Produkts von den Produkten der Wettbewerber abhebt. Dieser behauptete oder tatsächliche Nutzen bezieht sich in der Regel auf eine konkrete Eigenschaft, die andere Produkte nicht aufweisen oder nicht für sich reklamieren. Die solcherart angesprochene Zielgruppe soll dadurch Präferenzen für das beworbene Produkt bilden und es letztlich auch kaufen.
Im Rahmen seiner Tätigkeit für die Werbeagentur Ted Bates & Co, New York, versuchte er immer wieder, dieses Alleinstellungsmerkmal bei den von ihm beworbenen Produkten zielgruppenorientiert herauszufinden und umzusetzen. Dabei war die dominierende Vorstellung, den Grund, warum ein Konsument das beworbene Produkt erwerben soll, klar herauszuarbeiten und darzustellen. Im US-Präsidentschaftswahlkampf 1952 setzte Rosser Reeves das Alleinstellungsmerkmal auch in der Wahlwerbung um. Die Republikanische Partei hatte ihn engagiert, Dwight D. Eisenhower zu bewerben. Es folgte ein Umbruch bei Wahlkämpfen, da er den Kandidaten – erfolgreich – wie Seife vermarktete.
1961 lieferte Reeves die Theorie zu der von ihm geübten Praxis des Alleinstellungsmerkmals nach. Schlüssig forderte er, dass in der Werbung klar transportiert werden soll, warum der Konsument ausgerechnet das beworbene Produkt kaufen soll (und kein anderes). Wesentlich ist dabei, dass das Produkt auch halten muss, was die Werbung verspricht. Anderenfalls wird der Erfolg nicht von Dauer sein.

## Struktur
Der USP oder das Alleinstellungsmerkmal, basierend auf der ursprünglichen Theorie, besteht aus drei Teilen (es geht um die Nutzung von drei Punkten gleichzeitig):
- Jede Werbebotschaft soll dem Kunden den konkreten Nutzen versprechen
- Das Angebot ist so abzufassen, dass die Konkurrenten seine Alleinstellungsmerkmale nicht übernehmen und diese früher nicht anbieten könnten.
- Das Angebot soll über starke Anziehungskraft verfügen, um Interesse für Produkte möglichst mehrerer Konsumenten zu wecken.

## Strategische Bedeutung
In der Einführungs- und Wachstumsphase des Produktlebenszyklus funktioniert das Konzept über Alleinstellungsmerkmale exzellent, sofern das Produkt mit dieser Alleinstellung auf einen ungesättigten Markt trifft. Die Werbung für das Produkt ist durch das Alleinstellungsmerkmal sehr wirkungsvoll, da sich die Werbebotschaft auf wenige und einfache Punkte beschränken lässt.
In der Reife- und Sättigungsphase des Produktlebenszyklus wird die produktpolitische Fixierung auf das gewählte Alleinstellungsmerkmal allerdings zum Problem. In dieser Phase ist das eigene Produkt etabliert, aber konkurrierende Firmen bringen vergleichbare Produkte auf den Markt. Damit nimmt auch der Wert des gewählten Alleinstellungsmerkmals ab, da es vom Kunden nicht mehr als ein solches klar wahrgenommen wird. Deshalb muss nun die Marketingstrategie auf die Bedingungen eines gereiften Marktes angepasst werden. Bei diesem sind die Unterschiede zwischen den konkurrierenden Produkten geringer, was die Herausarbeitung von Alleinstellungsmerkmalen einschränkt. Als solches kann nun aber der Preis dienen. Dabei gibt es zwei Unterstrategien: Entweder ist man bei gleicher Leistung günstiger als die Konkurrenz, oder bietet mehr Leistung für das gleiche Geld an (siehe auch: Outpacing-Strategie). Eine sich davon unterscheidende Strategie besteht darin, dass man sich von materiellen Alleinstellungsmerkmalen entfernt und stattdessen versucht, eine emotionsgeladene Marke aufzubauen, die fortan als Alleinstellungsmerkmal dient und den Kunden bindet.

## Entwicklung
Die Grundidee des Alleinstellungsmerkmals hat sich bis heute erhalten; das Konzept wird immer wieder adaptiert. Zwei US-Marketingexperten bauten beispielsweise um das Alleinstellungsmerkmal ihr Konzept der Positionierung auf.
Jesper Kunde führte zur USP-Konzeption zusätzlich noch den Begriff „Unique Value Proposition“ (UVP) ein und nahm an, dass diese Proposition aus einem Marktsegment in das andere zu versetzen ist und das Fachpublikum behalten kann, das wichtige Werte des Unternehmens trotz schnellen Tempos des Innovations- und USP-Kopierens mitaufnimmt. Kunde zählt den Begriff UVP zu Elementen der Wert-Positionierungs-Konzeption der Firma von Michael Porter. Das Werbeinstrument geht vom Warenwert zur Schaffung der Brand-Wertkette (englisch: value chain) oder des Alleinstellungsmerkmals für die Brandmarke über.
Kevin Drawbaugh vervollkommnet die USP-Konzeption, indem er behauptet, dass sich Unternehmen dadurch voneinander unterscheiden, dass einige eine kraftvolle Brandmarke und die anderen keine haben, diese Position wird Kommerz-Einzigartigkeit genannt. Drawbaugh hebt den Übergang vom USP zu seiner Abart hervor, die vom spanischen Marketer Raul Peralba als Idee eines einzigartigen emotionellen Angebots (Unique Emotional Proposition; UEP) vorgeschlagen wurde, wo Emotionen angelegt werden, die sich an den menschlichen Urtypus orientieren. So ein Angebot kann ein Satz von Situations- und Rollenmodellen der Kultur sein, die über diesen oder jenen Grad der Markentreue verfügen. So ein einzigartiges Angebot bildet zahlreiche Variationen für Selbstdarstellung des Konsumenten, leistet jedoch keine Garantie für den Markenerfolg.

## Geographie
In der Geographie des Tourismus wird unter USP die Strategie einer Nischenpolitik verstanden, um die spezifischen Eigenheiten und Qualitäten eines Ortes oder einer Region vor dem Hintergrund globaler Standardisierungstendenzen zu profilieren. Beispiele für Alleinstellungsmerkmale sind Nationalparke; sie signalisieren intakte sehenswerte Landschaften in einer nicht mehr intakten Umgebung.

## Beispiele
- Zahnpasta Pepsodent mit „Irium“ (Natriumlaurylsulfat)[7]
- Coca-Colas Geheimrezept
- Citroëns doppelte Schrägverzahnung
- Citroën DS’ hydropneumatische Federung
- Toyotas Hybridantrieb
- DAFs PKW mit stufenlosem Automatikgetriebe (Variomatic)
- NSU mit Wankelmotor
- Bier gebraut nach dem deutschen Reinheitsgebot
- Auch in der Politik wird das Wort gelegentlich verwendet. So konnte man die Forderung nach einem Atomausstieg lange Zeit als „Alleinstellungsmerkmal“ der Grünen bezeichnen.[8]